# TDRS-11
El TDRS-11, conocido antes de su lanzamiento como TDRS-K, es un satélite de comunicaciones estadounidense operado por la NASA como parte del Tracking and Data Relay Satellite System.

## Información técnica
El TDRS-11 fue construido por Boeing, y está basado en el bus de satélite BSS-601HP. Totalmente alimentado, tiene una masa de 3.454 kilogramos y se espera que funcione durante 15 años. Lleva dos antenas direccionables capaces de proporcionar comunicaciones en las bandas S, Ku y Ka para otras naves espaciales, más una serie de transpondedores de banda  adicionales para permitir comunicaciones a una tasa de datos más baja con un mayor número de naves espaciales.

## Lanzamiento
El TDRS-11 se lanzó a las 01:48 UTC del 31 de enero de 2013. United Launch Alliance realizó el lanzamiento utilizando un cohete portador Atlas V, volando en la configuración 401. El despegue se produjo desde el Complejo de Lanzamiento Espacial 41 en la Estación de la Fuerza Aérea de Cabo Cañaveral, y el cohete colocó su carga útil en una órbita de transferencia geoestacionaria.
Tras su llegada a la órbita geosincrónica, el satélite se sometió a pruebas en órbita. Fue entregado a la NASA en agosto de 2013, recibiendo su designación operacional TDRS-11. Después de su llegada a la posición orbital 171 grados Oeste, el satélite comenzó su fase final de pruebas antes de entrar en servicio a finales de noviembre.